# National Highway 62
National Highway 62 (NH 62) ist eine Hauptfernstraße im Nordosten des Staates Indien mit einer Länge von 199 Kilometern. Sie beginnt in Dudhnoi im Bundesstaat Assam am NH 37 und führt nach 9 km durch diesen Bundesstaat weitere 190 km durch den benachbarten Bundesstaat Meghalaya, wo sie in Dalu unweit der Grenze mit Bangladesch am NH 51 endet.